# 盼望的愛情
《盼望的愛情》，香港歌手羅文的首張國語個人專輯，由王福齡監製、作曲並由鮑比達編曲，於1980年9月經百代唱片發行。

## 簡介
羅文繼1978年的《愛你變成害你》後再度灌錄新國語歌，自謂並非轉變歌路，因為他原是唱國語歌出道的。專輯原定1980年4月推出，但為配合電視劇《親情》的宣傳而壓後。新歌和翻唱曲都是羅文昔日伯樂王福齡的曲作，並在香港錄製；羅文形容王福齡監製錄音嚴謹，稍有不如意便要重錄，與其他合作過的監製不同。樂評人劉存孝認為羅文沒有使用當時唱粵語歌時的「粵劇唱腔」。而專輯美術的焦點是內頁以九宮格呈現羅文不同的面部表情
這是羅文首次在全東南亞發行專輯，《星洲日報》的洪圖推測專輯針對的是正值講華語運動的新加坡。在香港則銷情淡靜，因為其時國語歌已不吃香。

## 相關宣傳
5月初，羅文在新加坡的電視節目獻唱〈明天屬於你和我〉和〈盼望的愛情〉兩曲。10月初，他為宣傳專輯，赴新加坡希爾頓酒店表演以及於國家劇院舉行個人演唱會

## 曲目
| A面  | A面        | A面            | A面                              | A面  |
| 曲序 | 曲目       |                | 备注                             | 时长 |
| ---- | ---------- | -------------- | -------------------------------- | ---- |
| 1.   | 盼望的愛情 | 金可           | 選自羅文1969年的唱片《海外情歌》 | 3:06 |
| 2.   | 南屏晚鐘   | 方達（陳蝶衣） | 原唱：崔萍                       | 3:00 |
| 3.   | 問白雲     | 陶秦           | 原唱：方逸華                     | 3:10 |
| 4.   | 神秘的海洋 | 金可           | 選自羅文1969年的唱片《海外情歌》 | 2:58 |
| 5.   | 永不分離   | 依達           |                                  | 3:16 |
| 6.   | 快樂逍遙   | 秦楚           |                                  | 2:26 |

| B面  | B面            | B面                | B面            | B面  |
| 曲序 | 曲目           |                    | 备注           | 时长 |
| ---- | -------------- | ------------------ | -------------- | ---- |
| 1.   | 春雨           | 秦楚               |                | 3:05 |
| 2.   | 明天屬於你和我 | 依達               |                | 2:46 |
| 3.   | 戀情三千里     | 魯村               | 原唱：雙燕姐妹 | 3:22 |
| 4.   | 我愛夏日長     | 張樂樂（專欄作家） |                | 2:43 |
| 5.   | 我要你忘了我   | 黃霑               | 原唱：夏丹     | 2:50 |
| 6.   | 藍與黑         | 陶秦               | 原唱：方逸華   | 2:29 |

ᐧ